# روابط عائلية (مسلسل)
روابط عائلية (بالإنجليزية: Family Ties)‏ هو مسلسل كوميديا موقف تم إنتاجه في الولايات المتحدة. بدأ عرضه في سنة 1982. عرض على هيئة الإذاعة الوطنية. بلغ عدد مواسم المسلسل 7 مواسم، بلغ عدد حلقاته 176 حلقة، وتبلغ مدة الحلقة الواحدة 24 دقيقة. تم بث المسلسل لأول مرة بتاريخ 22 سبتمبر 1982 بينما تم بث آخر حلقة منه بتاريخ 14 مايو 1989. من بطولة ميريديث باكستر ومايكل جي فوكس.

## روابط خارجية
- روابط عائلية على موقع IMDb (الإنجليزية)
- روابط عائلية على موقع الموسوعة البريطانية (الإنجليزية)
- روابط عائلية على موقع روتن توميتوز (الإنجليزية)
- روابط عائلية على موقع كينوبويسك (الروسية)
- روابط عائلية على موقع ألو سيني (الفرنسية)
- روابط عائلية على موقع قاعدة بيانات الفيلم (الإنجليزية)